# For the Masses (Hadouken!)
For the Masses è il secondo album in studio del gruppo musicale 
britannico Hadouken!, pubblicato nel 2010.

## Tracce
1. Rebirth – 4:30
2. Turn the Lights Out – 3:53
3. M.A.D. – 3:26
4. Evil – 3:56
5. House Is Falling – 4:10
6. Mic Check – 3:26
7. Ugly – 4:05
8. Bombshock – 3:54
9. Play the Night – 4:13
10. Lost – 4:16